# Daigny
Daigny település Franciaországban, Ardennes megyében. Lakosainak száma 358 fő (2022. január 1.). Daigny Givonne és Bazeilles községekkel határos.

## Népesség
A település népességének változása:
| Lakosok száma | 371  | 361  | 384  | 354  | 355  | 351  | 349  | 349  | 347  | 358  |
|               | 1968 | 1982 | 1990 | 2006 | 2013 | 2015 | 2017 | 2019 | 2020 | 2022 |